# 사이클로펜탄온

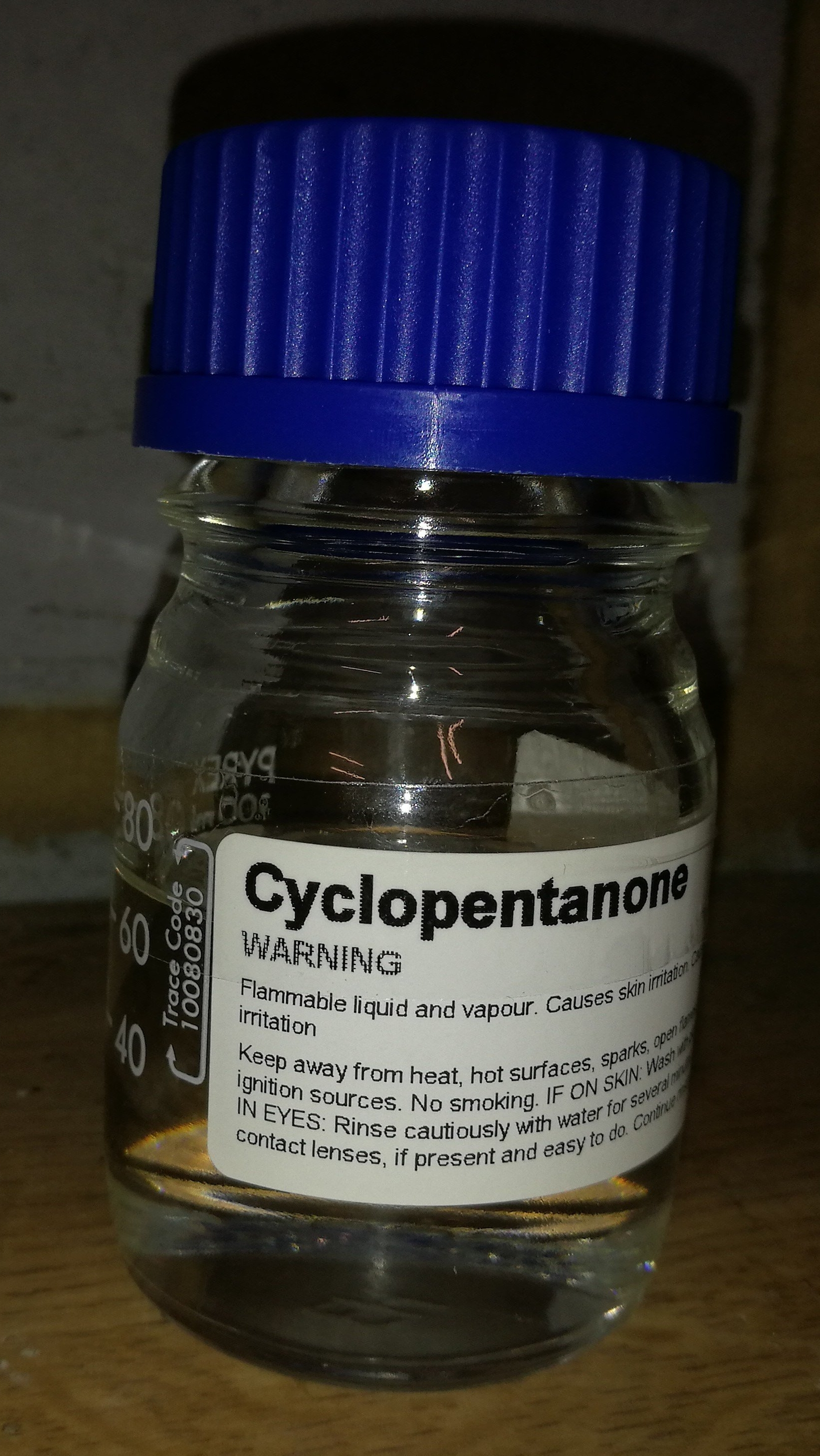
사이클로펜탄온

사이클로펜탄온(영어: cyclopentanone)은 화학식이 (CH2)4CO인 유기 화합물이다. 이 고리형 케톤은 무색의 휘발성 액체이다.

## 제조
고온에서 수산화 바륨을 처리하면 아디프산이 케톤화되어 사이클로펜탄온이 생성된다.
(CH2)4(CO2H)2  →  (CH2)4CO  +  H2O  + CO2

## 용도
사이클로펜탄온은 향수, 특히 자스민 및 자스몬과 관련된 향수의 일반적인 전구체이다. 예로는 2-펜틸사이클로펜탄온 및 2-헵틸사이클로펜탄온이 있다. 사이클로펜탄온은 사이클로펜토바르비탈의 전구체인 다목적 합성 중간생성물이다.
|  |

사이클로펜탄온은 사이클로펜타민, 살충제인 펜시쿠론, 펜테틸시클라논을 만드는 데도 사용된다.
사이클로펜탄온은 또한 고성능 폭발물인 헵타나이트로큐베인 및 옥타나이트로큐베인과 같은 다른 대체 큐베인을 합성하는 데 사용되는 큐베인-1,4-다이카복실레이트의 전구체로도 사용된다.

## 같이 보기
- 펜탄온